# 김지수 (1970년)
김지수(金志修, 1970년 4월 23일 ~ )은 대한민국의 정치인이다. 경상남도의원을 지냈다.

## 학력
- 휘경여자고등학교 졸업
- 덕성여자대학교 약학대학 약학과 학사
- 덕성여자대학교 문화산업대학원 임상약학 석사
- 경성대학교 대학원 약학과 박사

## 경력
- 창원문성대학교 간호학과 외래교수
- 경성대학교 약학대학 외래교수
- 대통령 직속 자치분권위원회 위원
- 2014년 7월 1일 ~ 2018년 6월 30일 : 제10대 경상남도의회 의원
- 2018년 7월 1일 ~ 2022년 5월 2일 : 제11대 경상남도의회 의원
- 2018년 7월 1일 ~ 2020년 6월 30일 : 제11대 경상남도의회 전반기 의장
- 2022.07 ~ 2024.06 : 더불어민주당 경상남도당 창원시 의창구 지역위원회 위원장
- 2024.07 ~ : 더불어민주당 경상남도당 수석대변인

## 역대 선거 결과
|  | 17.89% |

|  | 28.86% |

|  | 54.09% |

|  | 37.25% |

|  | 42.69% |